# Liwagu
La rivière Liwagu (en malais : Sungai Liwagu) est un cours d'eau de l'État de Sabah, en Malaisie, situé sur l'île de Bornéo. C'est un affluent du fleuve le Labuk. 

## Géographie
La superficie de son bassin versant est de 2 000 km2[réf. nécessaire]. Le cours d'eau prend sa source sur le flanc méridional du Mont Kinabalu et se jette dans le Labuk au niveau du village de Balisok dans le district de Ranau. Il passe par la ville de Ranau.  